# Tomás Asta-Buruaga
Tomás Pablo Asta-Buruaga Montoya (* 11. Oktober 1996 in Santiago) ist ein chilenischer Fußballspieler auf der Position eines Innenverteidigers.

## Karriere
Tomás Asta-Buruaga wurde in Santiago geboren und besuchte das Liceo Amanda Labarca in Vitacura. Er wurde in der Jugend von Unión Española ausgebildet und stand mit nur 15 Jahren erstmals in der Reservemannschaft auf dem Platz. Sein Debüt in der ersten Mannschaft gab er am 23. Juli 2013 im Pokalspiel gegen Palestino. Zur Saison 2016/17 wechselte er auf Leihbasis zu Deportes Antofagasta, bei dem er im November 2016 sein erstes Profitor erzielte. Mitte 2017 wurde er fest verpflichtet und entwickelte sich zu einem wichtigen Stammspieler. Mit dem Verein qualifizierte er sich für die Copa Sudamericana 2019, bei der sein Klub gegen den brasilianischen Vertreter Fluminense in der ersten Runde ausschied.
Anfang 2020 folgte der Wechsel auf Leihbasis zu Universidad Católica. Dort erzielte er im November 2020 sein erstes Tor für den Verein. Mit Católica gewann er 2020 die Meisterschaft und nach seiner festen Verpflichtung auch die Meisterschaft der Saison 2021. In der Saison 2023 wurde er an Unión La Calera verliehen, 2024 folgte eine Leihe zu Everton.

## Erfolge
Unión Española
- Chilenischer Supercup-Sieger: 2013
- Chilenischer Meister: 2013-T

Universidad Católica
- Chilenischer Meister: 2020, 2021
- Chilenischer Supercup-Sieger: 2020, 2021